# Emily in Paris
Emily in Paris (no Brasil, Emily em Paris) é uma série de televisão norte-americana de comédia dramática criada por Darren Star e lançada em 02 de outubro de 2020 na Netflix. Produzida pela Jax Media e MTV Studios, a série foi originalmente desenvolvida para a Paramount Network, onde foi encomendada uma primeira temporada em 2018. Em 2020, a série passou da Paramount Network para a Netflix. As filmagens ocorreram na França, principalmente na cidade de Paris e seus subúrbios.
A série é protagonizada por Lily Collins como a personagem titular, Emily, uma mulher que se muda para Paris para fornecer um ponto de vista americano a Savoir, uma empresa de marketing francesa. Lá, ela luta para ter sucesso no local de trabalho enquanto busca o amor e experimenta um choque cultural com sua educação "chata" e mundana no meio-oeste dos EUA. A série também é estrelada por Ashley Park, Philippine Leroy-Beaulieu, Lucas Bravo, Samuel Arnold, Camille Razat e Bruno Gouery. 
Em novembro de 2020, a Netflix renovou a série para uma segunda temporada tendo as filmagens começando em maio de 2021. A segunda temporada foi lançada em 22 de dezembro de 2021. Em janeiro de 2022, a série foi renovada para uma terceira e quarta temporadas pela Netflix.

## Enredo
Emily in Paris segue Emily, uma norte-americana de Chicago, na casa dos 20 anos, que se muda para Paris em busca de uma oportunidade de trabalho inesperada. Ela tem a tarefa de apresentar um ponto de vista americano a uma venerável empresa de marketing francesa. As culturas se chocam enquanto ela se ajusta aos desafios da vida em Paris, e com diversos malabarismos em sua carreira, novas amizades e vida amorosa.

## Elenco

### Regular
- Lily Collins como Emily Cooper, uma americana de 20 e poucos anos que se muda de Chicago para Paris, para um emprego de estratégia de mídia social na Savoir.
- Philippine Leroy-Beaulieu como Sylvie Grateux, a dura e amarga chefe francesa de Emily na Savoir, em Paris.
- Ashley Park como Mindy Chen, uma babá e primeira amiga de Emily em Paris.
- Lucas Bravo como Gabriel, o atraente vizinho de baixo de Emily, ele é um chef e o interesse amoroso de Emily.
- Samuel Arnold como Julien, um colega de trabalho de Emily, moderno e dramático, ele faz uma dupla divertida com Luc.
- Bruno Gouery como Luc, o outro colega peculiar de Emily, ele faz uma dupla engraçada com Julien.
- Camille Razat como Camille, a nova amiga de Emily e namorada de Gabriel.
- William Abadie como Antoine Lambert, cliente de Emily que possui uma empresa de perfumes chamada Maison Lavaux e está tendo um caso com Sylvie. (2ª temporada;[10] 1ª temporada recorrente)

### Recorrente
- Kate Walsh como Madeline Wheeler, a chefe americana de Emily em Chicago que não pode aceitar o emprego em Paris depois de saber que está grávida.
- Arnaud Viard como Paul Brossard, o proprietário da Savoir.
- Lucien Laviscount como Alfie (2ª temporada)[10]

### Convidado
- Roe Hartrampf como Doug, o namorado de Emily em Chicago.
- Charley Fouquet como Catherine Lambert, esposa de Antoine.
- Eion Bailey como Randy Zimmer, um conhecido proprietário de hotel.
- Jean-Christophe Bouvet como Pierre Cadault, um famoso designer francês extravagante e tio de Mathieu.
- Charles Martins como Mathieu Cadault, um homem de negócios que se torna um interesse amoroso de Emily.
- Aleksandra Yermak como Klara, representante da Hästens, uma fabricante sueca de camas de luxo.
- Julien Floreancig como Thomas, um esnobe francês, professor de filosofia.
- Carlson Young como Brooklyn Clark, uma jovem e famosa atriz americana.
- Elizabeth Tan como Li, a melhor amiga de Mindy, que trouxe suas cinco damas de honra a Paris para comprar seu vestido de noiva.
- Victor Meutelet como Timothée, o irmão mais novo de Camille.
- Camille Japy como Louise, a mãe de Camille.
- Christophe Guybet como Gerard, pai de Camille.
- David Prat como Théo, o outro irmão de Camille.
- Faith Prince como Judith Robertson, membro dos American Friends of the Louvre.
- Claude Perron como Patricia
- Isaiah Hodges e Christophe Tek como Gray Space, uma dupla de designers de vanguarda.

## Episódios

### 1.ª Temporada (2020)
| N.º geral | N.º na temp. | Título Original Título no Brasil                      | Dirigido por   | Escrito por                  | Lançamento           |
| --- | ------------ | ----------------------------------------------------- | -------------- | ---------------------------- | -------------------- |
| 1 | 1            | "Emily in Paris" "Emily em Paris" (BR)                | Andrew Fleming | Darren Star                  | 2 de outubro de 2020 |
| A chefe de Emily, Madeline, se prepara para fazer a transição da empresa de marketing farmacêutico com sede em Chicago, a Gilbert Group, para uma empresa de moda com sede na França, Savoir, quando ela descobre que está grávida. A Savoir oferece o emprego para Emily e ela aceita, deixando o namorado em Chicago. Emily muda-se para Paris apesar de não falar francês. Ela se muda para o 5º andar de um antigo prédio de apartamentos sem elevador, mas com uma vista maravilhosa de Paris. Emily cria uma conta no Instagram, @emilyinparis, e começa a documentar seu tempo em Paris. Emily começa seu primeiro dia de trabalho para desgosto de seus novos colegas, que revelam que ela só foi contratada por causa de um negócio. Ela apresenta os franceses às estratégias de mídia social americanas, que parecem muito relutantes sobre ela e seus métodos americanos. Emily acidentalmente tenta entrar no apartamento errado e encontra seu vizinho muito atraente, Gabriel. Com Emily tentando se acostumar com a vida em Paris, ela comete inúmeros faux-pas e a empresa a apelida de "la plouc" ou "a caipira". Emily conhece Mindy Chen, uma babá originalmente de Xangai, e elas se tornam amigas rapidamente. Depois que Emily e seu namorado tentam fazer sexo virtual, mas a conexão falha, ela conecta seu vibrador em uma tomada e acidentalmente causa um curto-circuito na alimentação do bloco. |              |                                                       |                |                              |                      |
| 2 | 2            | "Masculin Féminin" "Palavras masculinas" (BR)         | Andrew Fleming | Darren Star                  | 2 de outubro de 2020 |
| Apesar de lutar para se encaixar na cultura de escritório francesa, Emily convence sua chefe, Sylvie, a convidá-la para uma festa de trabalho onde ela acidentalmente irrita Sylvie conversando com Antoine Lambert, um cliente que acaba por ser o amante casado de Sylvie. Como punição, ela é colocada para trabalhar no marketing da Vaga-Jeune, um lubrificante para mulheres na menopausa. Aborrecida com a natureza de gênero da língua francesa, Emily escreve um post sobre o produto que se tornou viral, fazendo-a avançar ainda mais no trabalho. O namorado de Emily diz que ela deveria voltar para Chicago, já que ele luta com um relacionamento à distância, e não quer visitar Paris, apesar de uma viagem pré-planejada. Ela recusa voltar para Chicago e rompe o relacionamento. Ela vai até Mindy em busca de apoio emocional. |              |                                                       |                |                              |                      |
| 3 | 3            | "Sexy or Sexist" "Sexy ou sexista" (BR)               | Andrew Fleming | Darren Star                  | 2 de outubro de 2020 |
| Emily é convidada para as filmagens do último comercial da De l'Heure para filmar os bastidores das redes sociais e fica chocada ao descobrir que o comercial envolve uma modelo se pavoneando nua na Ponte Alexandre III enquanto homens de terno a encaram. Ela argumenta com Antoine que o anúncio é sexista, enquanto ele responde que é sexy, levando Emily a sugerir uma campanha de marketing online que pergunta aos clientes do perfume o que eles acham. Quando a campanha se torna viral, Antoine envia uma lingerie La Perla para Emily como um presente de agradecimento. Mindy se oferece para dar um jantar para ajudar Emily a conhecer novas pessoas, mas a festa se transforma em uma algazarra. Apesar de conhecer um lindo cara francês, Emily acaba voltando para o restaurante de Gabriel. |              |                                                       |                |                              |                      |
| 4 | 4            | "A Kiss Is Just A Kiss" "Um beijo é só um beijo" (BR) | Zoe Cassavetes | Kayla Alpert                 | 2 de outubro de 2020 |
| Enquanto lutava para se comunicar em uma floricultura, Emily é resgatada por Camille, uma simpática estrangeira francesa e dona de uma galeria que prova ser uma conexão lucrativa. Quando Emily descobre Sylvie e Antoine discutindo no trabalho, ela tenta aumentar a credibilidade de Sylvie, fingindo que teve a ideia de combinar os perfumes de Antoine com hotéis de luxo. |              |                                                       |                |                              |                      |
| 5 | 5            | "Faux Amis" "Falsos amigos" (BR)                      | Zoe Cassavetes | Ali Waller and Joe Murphy    | 2 de outubro de 2020 |
| Emily percebe que o sucesso na rede social pode abrir portas em Paris. Depois, ela sai com os amigos e tem uma conversa com Gabriel. |              |                                                       |                |                              |                      |
| 6 | 6            | "Ringarde" "Básica" (BR)                              | Andrew Fleming | Matt Whitaker                | 2 de outubro de 2020 |
| Emily se junta a Sylvie e Julien em uma visita ao ateliê da alta costura Pierre Cadault. Pierre fica mortificado com o charme gauche na bolsa de Emily e a chama de "vadia básica" em francês, o que atrapalha sua credibilidade na empresa. No Café de Flore, Emily conhece Thomas, um professor francês de filosofia. Eles se deram bem e ela o convidou para voltar ao apartamento dela e eles fizeram sexo. Emily e Thomas encontram Gabriel e Camille, e Camille os convida para se juntar a eles em um restaurante de tapas. Thomas e Gabriel não se dão bem. No dia seguinte, Gabriel diz a Emily que acha que Thomas é um esnobe e não é digno dela. Emily descobre que Pierre desenhou os trajes para O Lago dos Cisnes, então ela convida Thomas para se juntar a ela. No entanto, ele a insulta dizendo que O Lago dos Cisnes é um balé para turistas. Emily percebe que ele é um esnobe, então ela o deixa. Ela vê Pierre no balé, então ela entra em seu camarote particular para falar com ele para que ele permaneça com a Savoir. |              |                                                       |                |                              |                      |
| 7 | 7            | "French Ending" "Final francês" (BR)                  | Andrew Fleming | Emily Goldwyn and Sarah Choi | 2 de outubro de 2020 |
| Uma atriz americana é convidada para inaugurar uma loja em Paris e Emily decide bancar a babá, mas as coisas saem do controle, inclusive a própria garota propaganda. |              |                                                       |                |                              |                      |
| 8 | 8            | "Family Affair" "Em família" (BR)                     | Andrew Fleming | Grant Sloss                  | 2 de outubro de 2020 |
| Camille convida Emily para almoçar e pergunta se a Savoir poderia aceitar a vinha de champanhe de sua família como cliente. A amiga de Mindy e suas cinco damas de honra estão em Paris para comprar vestidos de noiva. Camille convida Emily para conhecer sua família em seu chateau. Gabriel surpreende Emily ao se juntar a elas na viagem de fim de semana, o que deixa Emily desconfortável. Emily faz um tour pela vinícola e conhece o irmão mais novo de Camille, Timothée. Gabriel recusa a oferta da mãe de Camille de um empréstimo comercial. Em um clube onde as namoradas de Mindy estão festejando, elas a forçam a subir no palco para cantar a música que ela errou no Chinese Popstar. De volta ao chateau, Camille e sua mãe estão discutindo, então Emily se refugia na piscina, onde Timothée se junta a ela. Eles bebem champanhe e, eventualmente, fazem sexo. No café da manhã, ela descobre que Timothée não é o irmão a que Camille se referia, mas sim seu irmão mais novo de 17 anos. Emily conhece Théo, o irmão mais velho e apropriado para a idade de Camille. Emily finalmente teve a oportunidade de lançar sua ideia para a mãe de Camille. |              |                                                       |                |                              |                      |
| 9 | 9            | "An American Auction in Paris" "O leilão" (BR)        | Peter Lauer    | Alison Brown                 | 2 de outubro de 2020 |
| Sylvie não está impressionada com a ideia de Emily de comercializar o champanhe da família de Camille. Emily conhece Judith Robertson, que é membro da American Friends of the Louvre (AFL). Ela está ciente da associação de Emily com Pierre Cadault e pergunta se Pierre estaria disposto a doar um vestido para ser leiloado em benefício de arrecadação de fundos da AFL. Emily liga para Mathieu Cadault para marcar um encontro para que ela possa perguntar a ele sobre a doação do vestido. Eles concordam em se encontrar em uma inauguração de arte na galeria de Camille. Sylvie e Luc também chegam na abertura para conhecer Camille. No leilão da AFL, a Gray Space, que consiste de dois estilistas de vanguarda, apareceu e deu um lance pelo vestido de Pierre. Enquanto Emily modela o vestido no palco, a Gray Space atira nela com tinta como um golpe publicitário que choca o público. No dia seguinte, a façanha é destaque em todos os jornais e na internet. Pierre fica desanimado e vai para a cama. Emily o visita para tentar girar positivamente o incidente, mas sem sucesso. Ao sair da casa de Pierre, ela se depara com Mathieu, que passa por cima dela. |              |                                                       |                |                              |                      |
| 10 | 10           | "'Cancel Culture" "Desfile cancelado" (BR)            | Peter Lauer    | Grant Sloss                  | 2 de outubro de 2020 |
| Mathieu leva Emily para um encontro. Um cruzeiro de barco no Sena, em seguida, mostra a ela a vista de Paris de seu apartamento, o encontro é interrompido por uma ligação de Pierre que ameaça cancelar seu desfile de moda. Pierre está enfurnado em seu ateliê e não mostra sua nova coleção para ninguém. Sylvie culpa Emily por abalar a confiança de Pierre e a despede. Os colegas de trabalho de Emily informam que, na França, pode ser um processo longo e árduo demitir um funcionário. Para realizar seu sonho de abrir seu próprio restaurante, Gabriel decide voltar para a Normandia. No dia seguinte, Emily é chamada por Mathieu sobre a situação e diz a ela que Pierre pediu para vê-la. Sylvie ouve isso e vai com Emily ver Pierre. No ateliê, eles veem um vestido da nova coleção de Pierre. Pierre ordena que Mathieu encontre um novo local para ele. Mindy concorda em ser mestre de cerimônias e cantar em um bar drag duas noites por semana, mas quando ela conta para seus empregadores, eles a despedem e ela vai morar com Emily. Precisando de um local para lançar seu desfile, Pierre sequestra o exterior de seu antigo espaço para mostrar sua nova coleção de vestidos que o público adora e faz dele o brinde da Fashion Week. Para comemorar, Emily oferece um jantar no restaurante de Gabriel para Mathieu e Pierre.                                                                |              |                                                       |                |                              |                      |

### Temporada 2 (2021)
| Não. geral | Não. na temporada | Título                                                   | Dirigido por       | Escrito por     | Data de lançamento original |
| --- | ----------------- | -------------------------------------------------------- | ------------------ | --------------- | --------------------------- |
| 11 | 1                 | "Voulez-Vous Coucher Avec Moi?"                          | André Fleming      | Darren Estrela  | 22 de dezembro de 2021      |
| Emily está confusa após seu caso com Gabriel e sua amizade com sua agora ex-namorada Camille. Pior ainda, Emily tem uma escapada de fim de semana planejada para St Tropez com Mathieu. A conta de anúncios para Champere, a marca de champanhe da família de Camille, vai para Luc, embora Emily acredite que ela trouxe o novo negócio para Savoir. Camille aparece para discutir a campanha de marketing, embora ela, Sylvie e Emily vão almoçar em vez disso. Camille se junta a Emily para uma noite no bar drag que elas visitaram anteriormente, onde a nova colega de quarto de Emily, Mindy, canta uma versão solo de " Dynamite " do BTS . Quando Emily foge para seu fim de semana romântico em St Tropez, Mathieu ouve sua conversa no celular com Gabriel sobre eles dormirem juntos, o que o deixa chateado. Ao deixá-la no trem partindo de Paris, ele dá a Emily os ingressos para um fim de semana romântico com Gabriel, a quem ele diz que ela deveria convidar para o fim de semana romântico que eles haviam planejado originalmente para si mesmos. |                   |                                                          |                    |                 |                             |
| 12 | 2                 | "Você conhece o caminho para St. Tropez?"                | André Fleming      | Concessão Sloss | 22 de dezembro de 2021      |
| Emily acaba ficando no Four Seasons Hotel em St. Tropez e chama Camille e Mindy para se juntarem a ela. Emily conhece um famoso jornalista de moda que afirma conhecer M. Cadault e se oferece para modelar fotos promocionais de marketing de moda com a nova bagagem de Emily, que apresenta uma imagem em tamanho real de Cadault gravada em sua superfície. Ao ver essas fotos, a resposta do Instagram perturba Cadault, e Mathieu pede a Emily para removê-las. Enquanto sai com Camille e Mindy, Emily recebe uma ligação de Gabriel. Camille se recusa a atender a ligação, e Emily diz que ligará para ele mais tarde. Mais tarde, à noite, Emily descobre que Sylvie veio para St. Tropez e é casada com Laurent, um gerente de restaurante do hotel. Na manhã seguinte, Camille liga para Emily para buscá-la em uma igreja. Os planos noturnos de Camille para um encontro com um estranho deram errado, e ela ainda tem sentimentos por Gabriel. Emily e suas amigas caminham no píer e encontram o jornalista em seu iate. Emily faz com que ele as convide a bordo como seu pedido de desculpas por mentir sobre Cadault. As meninas relaxam nas espreguiçadeiras do iate.                                                                 |                   |                                                          |                    |                 |                             |
| 13 | 3                 | "Bom Aniversário!"                                       | André Fleming      | Alison Brown    | 22 de dezembro de 2021      |
| Camille leva Emily para uma casa de banho marroquina para encontrar suas amigas para um banho de vapor nuas. Todas as meninas estão nuas, exceto Emily, que insiste em usar um robe de algodão longo por modéstia. Mais tarde, Emily e Mindy fazem planos para o aniversário de Emily, convidando Camille e Gabriel para comparecer, onde Emily espera que eles se reconciliem. O planejamento leva o dia todo; a noite finalmente sai, com Gabriel ajudando Emily com os preparativos do jantar. Durante o jantar ao ar livre, tudo corre bem. Camille retorna ao apartamento de Emily para pegar mais champanhe da geladeira de Emily. Quando ela pega o champanhe, ela descobre que a frigideira favorita de Gabriel (com suas iniciais gravadas) está no fogão de Emily, e ela conclui que para um chef fazer um presente em sua frigideira favorita para uma garota só pode ter as piores implicações para o futuro de Camille com Gabriel. Ela retorna para a festa da noite e diz que tem um brinde que todos esperam ansiosamente. Camille denuncia Emily como uma traidora por ter um caso com o namorado, o que Emily descobre que não pode negar.                                                                                              |                   |                                                          |                    |                 |                             |
| 14 | 4                 | "Jules e Em"                                             | Peter Lauer        | Joe Murphy      | 22 de dezembro de 2021      |
| Emily devolve a frigideira e faz sua apresentação sobre Champere para Camille, que ainda está chateada por Emily dormir com Gabriel. Camille insiste que a apresentação deve ser em francês, e a incapacidade de Emily de falar exige que Luc assuma. Emily conhece um turista de Kiev em sua aula de francês. Ela então é designada para abrir uma nova conta para promover alho-poró. Voltando para casa, ela esbarra em Gabriel, que diz ter uma receita ótima para alho-poró e a prepara para ela. Emily vai às compras com o turista, que se torna um ladrão de lojas. Gabriel encontra Camille na inauguração de uma galeria de arte e diz que quer consertar as coisas. Luc convida Emily para ver Jules e Jim para ajudar a melhorar seu francês, mas Emily não se conecta com o ménage à trois. Emily tenta escrever uma carta em francês para Camille para reconciliar suas diferenças usando um tradutor automático, que funciona mal. Camille não entende o que a carta diz e continua brava com Emily. A campanha publicitária dos produtores de alho-poró segue em uma nova direção — mirando no mercado de bebidas dietéticas saudáveis dos Estados Unidos. Na aula seguinte, Emily se apresenta a um jovem executivo bancário de Londres. |                   |                                                          |                    |                 |                             |
| 15 | 5                 | "Um inglês em Paris"                                     | Katina Medina Mora | Sarah Choi      | 22 de dezembro de 2021      |
| Gabriel faz sua estreia no restaurante. Emily recebe a responsabilidade de criar a música para a Choppard Happy Hearts Party. Emily é colocada junto com Alfie, um colega de classe nascido em Londres que está entediado. Emily se encontra com Alfie em um restaurante que dificilmente tem relação com a cultura francesa. Camille conhece Emily na Torre Eiffel e promete a ambos não fazer um pacto com Gabriel. Emily e Alfie se encontram novamente em um barco, e Emily fica entediada com sua atitude antifrancesa. Emily vê Gabriel novamente e o lembra de que ela está em Paris apenas por um ano. |                   |                                                          |                    |                 |                             |
| 16 | 6                 | "Ponto de ebulição"                                      | Katina Medina Mora | Alison Brown    | 22 de dezembro de 2021      |
| O restaurante de Gabriel abre. A Vespa é adicionada como nova cliente para Savoir, e quer que Ellen von Unwerth filme um comercial para eles. Gabriel sai na noite de abertura do Chez Levaux. Emily sugere mantê-lo como restaurante até as 23:00, e depois transformá-lo em uma boate. Sylvie diz que um fotógrafo chamado Erik DeGroot foi contratado para a sessão de fotos da Vespa, da qual Julien se opõe. A Vespa chega, e Emily sai em sua direção. Ela encontra Alfie, e ambos vão para a aula de francês. |                   |                                                          |                    |                 |                             |
| 17 | 7                 | "A cozinheira, a ladra, o fantasma dela e a amante dele" | Jennifer Arnold    | Joe Murphy      | 22 de dezembro de 2021      |
| Emily acorda em um dia de verão escaldante. Gabriel explica a Emily por que o Chez Levaux tem um novo menu todos os dias. Madaline anuncia o lançamento internacional do Palotech chegando à França. Emily é elogiada por finalmente aprender francês por seu professor. Alfie convida Emily para seu apartamento. Gabriel convida Emily para ir ao Marche Bastille às 19h. O Pelotech é apresentado a Savoir. Emily fica furiosa porque Alfie não responde às suas mensagens e acha que ele a deixou de lado. Ela finalmente o confronta, e Alfie revela que foi porque ele perdeu o telefone, porque estava no paletó grande que ela levou. |                   |                                                          |                    |                 |                             |
| 18 | 8                 | "Problemas com champanhe"                                | Jennifer Arnold    | Darren Estrela  | 22 de dezembro de 2021      |
| Emily retorna à conta Champère e lança uma nova campanha. Camille diz que seu pai quer ser o rosto da marca. Ela então oferece Emily para ir com ela ao Chateau neste fim de semana. Emily encontra Alfie no Chez Levaux. Camille descobre que Emily está namorando Alfie. A campanha toma um rumo inesperado para pior quando Gerard corta a ponta do dedo ao tentar abrir a garrafa de champanhe. Gabriel vai ao Chateau após ser notificado sobre o acidente. |                   |                                                          |                    |                 |                             |
| 19 | 9                 | "Aromas e Sensibilidade"                                 | André Fleming      | Sarah Choi      | 22 de dezembro de 2021      |
| Emily insiste com Camille que seu relacionamento com Alfie é apenas diversão e nada sério. Madeleine anuncia a Emily que está vindo para Paris. O segredo de Mindy como filha de uma das famílias mais ricas da China coloca seu relacionamento com Benoit em risco. Madeline analisa as contas comerciais de Savoir, e isso coloca Sylvie no limite. Madeline descobre por Catherine que Antoine estava tendo um caso com Sylvie há mais de três anos. |                   |                                                          |                    |                 |                             |
| 20 | 10                | "Revolução Francesa"                                     | André Fleming      | Concessão Sloss | 22 de dezembro de 2021      |
| Madeline diz a Emily que Savoir pode precisar fazer mudanças de pessoal. Mindy faz as pazes com Benoit. Emily anuncia que o lançamento do Laboratorie Lavaux foi um sucesso, e a empresa estaria abrindo outra experiência DIY no sul. Gregory é mostrado tendo um colapso que leva à sua demissão. Julien leva Emily ao Le Raidd Paris para conhecer Gregory. Um desfile de moda acaba sendo realizado em Versalhes. Emily elogia Gregory e Pierre pelo desfile depois que ele acaba. Pierre então anuncia que está demitindo Savoir, e Sylvie anuncia que ela e sua equipe estão saindo, surpreendendo Emily. Emily se encontra com Madeline sobre a ideia de retornar a Chicago, e de repente ela recebe uma mensagem de texto de Sylvie. Durante esta reunião, ela é informada de que o marido de Sylvie comprou suas ações de seu clube, e o dinheiro está sendo usado para abrir uma nova empresa, com Pierre e Gregory a bordo. Eles querem que Emily se junte a eles e fique em Paris por mais tempo do que o planejado. Depois de alguma contemplação com Mindy e Gabriel, ela decide ficar em Paris pelo que pode ser indefinidamente. Durante esse tempo, Emily descobre que Gabriel pediu para Camille se mudar e reatar o relacionamento.    |                   |                                                          |                    |                 |                             |

## Produção

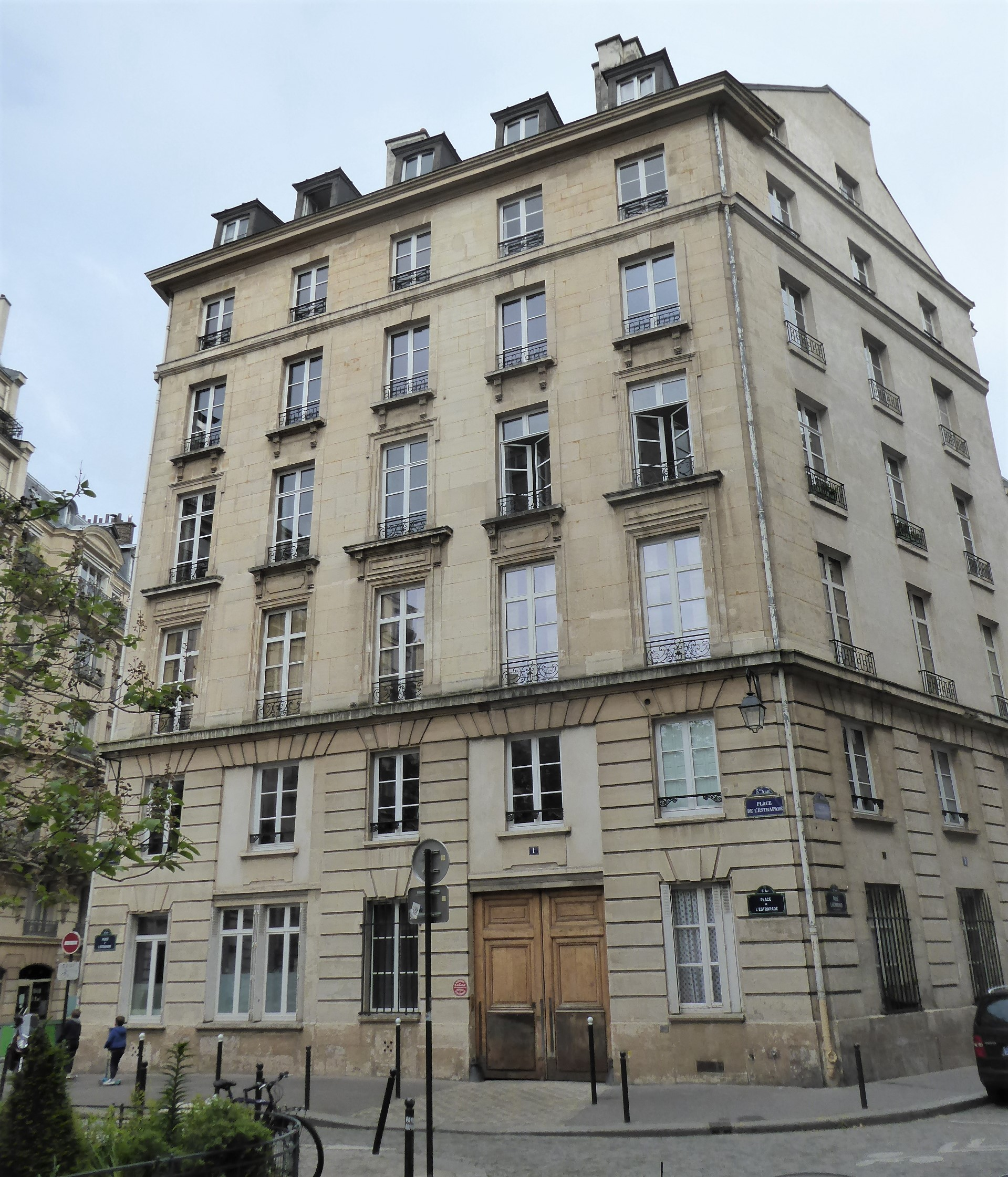
Residência chambre de bonne de Emily, um sótão no último andar, 1 Place de l'Estrapade (fr)

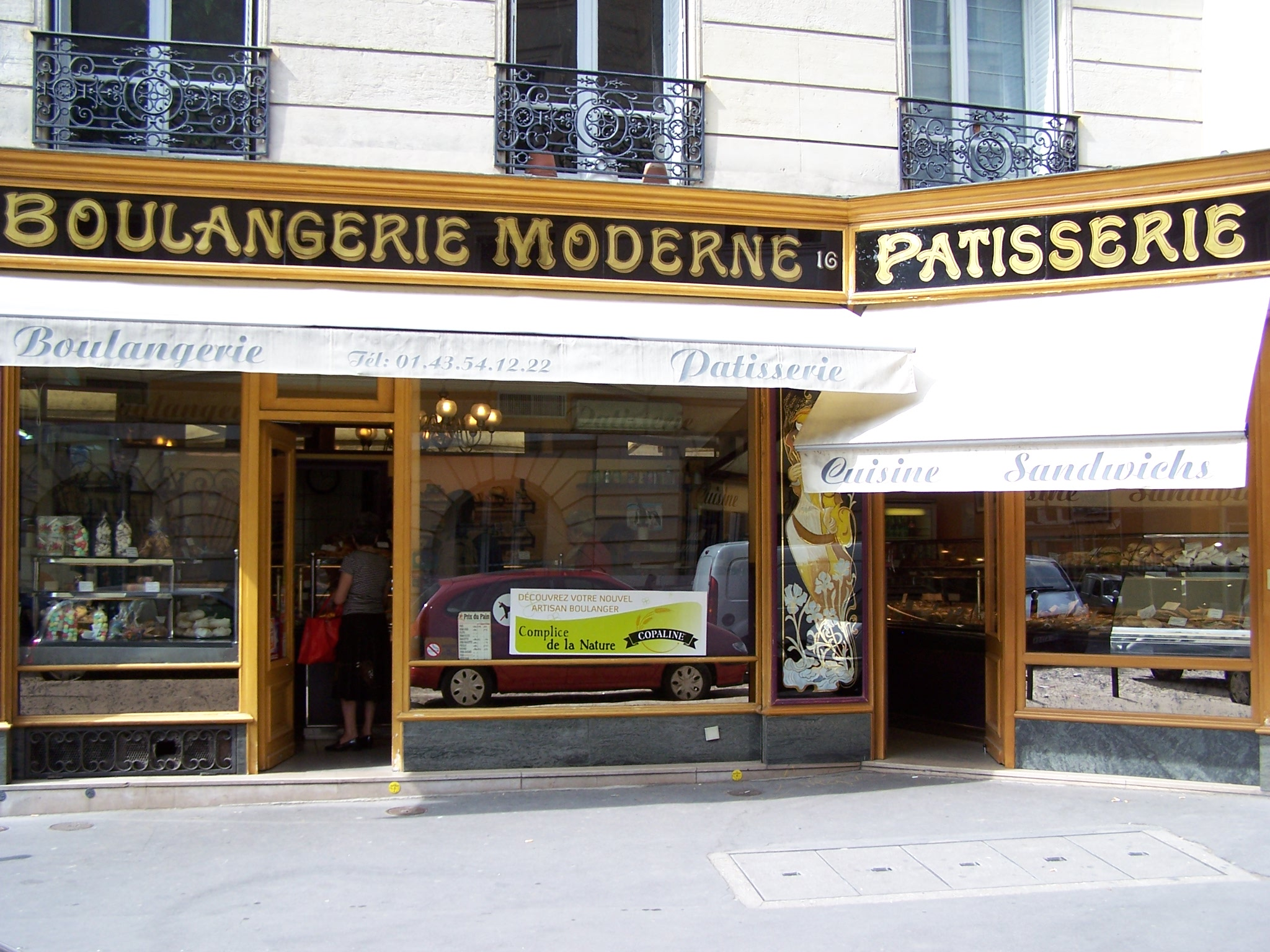
La Boulangerie Moderne, uma padaria e pastelaria, 16 rue des Fossés-Saint-Jacques (fr)

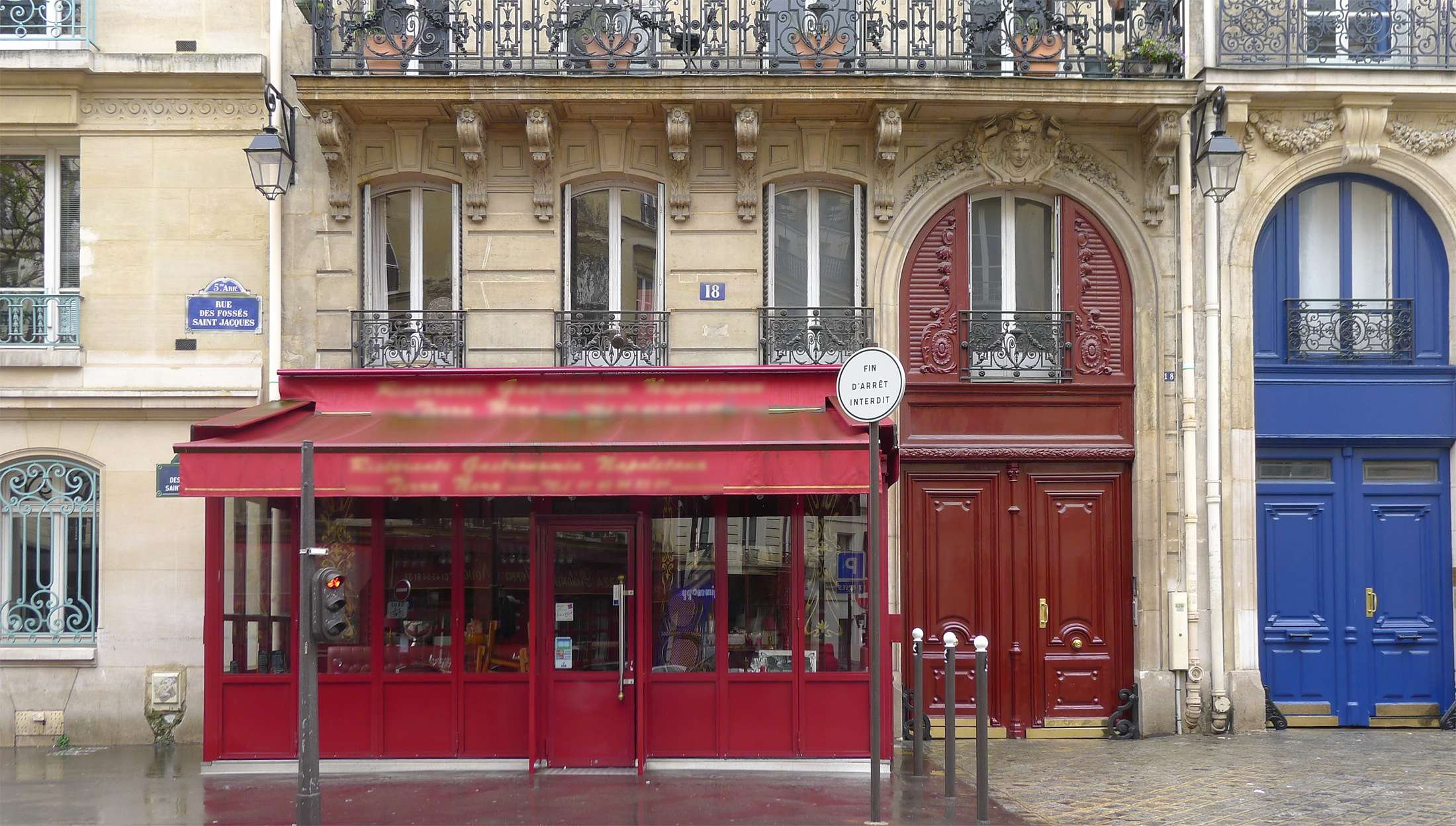
o restaurante, ("Les Deux Compères"), 18 rue des Fossés-Saint-Jacques (fr)

### Desenvolvimento
Em 5 de setembro de 2018, foi anunciado que a Paramount Network havia dado à produção uma ordem para uma primeira temporada composta por dez episódios. A série foi criada por Darren Star, que também atua como produtor executivo ao lado de Tony Hernandez. A série é produzida pela Jax Media. Em 13 de julho de 2020, foi relatado que a série havia passado da Paramount Network para a Netflix. Em 11 de novembro de 2020, a Netflix renovou a série para uma segunda temporada. Em 10 de janeiro de 2022, a série foi renovada para uma terceira e quarta temporadas.

### Seleção de elenco
Em 3 de abril de 2019, Lily Collins foi escalada para o papel principal. Em 13 de agosto de 2019, Ashley Park se juntou ao elenco principal. Em 19 de setembro de 2019, Philippine Leroy-Beaulieu, Lucas Bravo, Samuel Arnold, Camille Razat e Bruno Gouery se juntaram ao elenco em papéis principais, enquanto Kate Walsh, William Abadie e Arnaud Viard foram escalados em papéis recorrentes.
Em 24 de maio de 2021, Lucien Laviscount foi escalado para um papel recorrente, enquanto Abadie foi promovido a personagem regular na segunda temporada.

### Filmagens
As gravações da série deveriam começar no início de 2019 na França, na cidade de Paris e seus subúrbios, mas começaram em agosto.
Muitas cenas são filmadas na Place de l'Estrapade no 5º Arrondissement. É o local original do apartamento de Emily, do restaurante ("Les Deux Compères") e da padaria. Algumas cenas também são filmadas na Cité du Cinéma, um complexo de estúdios de cinema em Saint-Denis. Um episódio também foi filmado no Château de Sonnay, no departamento de Indre-et-Loire. Outras filmagens adicionais ocorreram em Chicago durante novembro de 2019.
As filmagens da segunda temporada começaram em 3 de maio de 2021 e foram concluídas em 19 de julho de 2021. Os locais de filmagem da segunda temporada incluem Paris, Saint-Tropez e vários outros locais na França. As filmagens da segunda temporada em Paris causaram problemas com a vizinhança - a equipe foi considerada brutal, ameaçadora e intrusiva demais.

### Trilha sonora
Em outubro de 2020, “La Vie en Rose” de Ashley Park, a cappella, por Mindy Chen, foi ouvida no episódio seis, foi postada no Instagram de emilyinparis e estreou em número um, na parada Top Músicas de TV da Billboard, distribuído pela Tunefind. No episódio três, Moon do Kid Francescoli (fr) estreou no número quatro, e no episódio dez, Burst Into Flames da Cavale estreou no número sete. Alter K, uma editora e distribuidora de música francesa, fez contribuições significativas para a trilha sonora, com metade das canções sendo do catálogo de Alter K. James Newton Howard compôs a música tema.

## Lançamento
A série foi lançada na Netflix em 2 de outubro de 2020. A segunda temporada  estreou em 22 de dezembro de 2021. A terceira temporada estreara em 21 de dezembro de 2022.

## Recepção

### Resposta da crítica
Darren Star fez isso novamente: centrou uma série inteira em uma mulher branca, magra e levemente delirante, que explora caprichosamente uma grande área metropolitana em alta costura extremamente cara, comprada com um salário de nível médio. 
- Rachel Handler, Vulture
Daniel D'Addario da Variety descreveu a série como "um deleite que levanta a questão do que realmente significa crescer, em um cenário verdadeiramente convidativo", e que Collins é "uma artista intrinsecamente cativante que nunca foi tão bem usado como ela está aqui". Kristen Baldwin da Entertainment Weekly deu à série um "B" e escreveu: "Se você precisa de cinco horas de férias para o cérebro, Paris é um destino que vale a pena." O The New Zealand Herald considerou o show "visualmente delicioso" e que "Collins tem um charme de pixie que a torna cativante", mas também que o show é "tão efêmero quanto algodão-doce". No entanto, Kristen Lopez do IndieWire escreveu uma resenha MetaCritic com nota 23 de 100, elogiando Collins por ser uma "joia, não se engane" e que "Emily in Paris é tão assistível e frívola quanto sua protagonista", mas alertando os espectadores "Emily in Paris é como navegar pelo Instagram. É uma ótima maneira de perder tempo olhando fotos bonitas sem profundidade".
No entanto, nem todos os críticos foram gentis com a personagem de Emily. Emma Gray do HuffPost, chamou Emily de personagem branda, afirmando "O programa nem mesmo faz um esforço para deixá-la peculiar ou dar a ela uma aspereza mais identificável de uma garota ao lado: ela está sempre imaculadamente arrumada, maquiada e vestida em roupas que chamam a atenção. Mas não há muito na personagem, exceto por uma enorme quantidade de autoconfiança e a capacidade inexplicável de atrair novos amigos e interesses amorosos em cada esquina." Rebecca Nicholson do The Guardian deu à série uma de cinco estrelas: "se for uma tentativa de afofar a comédia romântica para a era do streaming, então ele cai sobre os saltos de 15 centímetros."
Alguns críticos pareceram ambivalentes, como Jo Ellison escrevendo para o Financial Times. Por um lado, ela expressa admiração pela maneira como Darren Star consegue retratar "uma versão da feminilidade em que a promiscuidade, o autoritarismo e o vício em compras são descritos como qualidades a serem celebradas"; por outro, "os principais enredos podem ter sido escritos na década de 1940 e os franceses são rotineiramente considerados vaidosos, arrogantes e paroquiais". Ela conclui "Cheio de clichês e completamente desatualizado: 'Sex and the Cité' de Darren Star, sem dúvida, será um sucesso monstruoso."
Muitos críticos franceses condenaram a série por estereotipar negativamente parisienses e franceses. Charles Martin escreveu na Première que o programa estereotipou e retratou injustamente os franceses como "preguiçosos e nunca chegam ao escritório antes do fim da manhã, que são paqueradores e não estão realmente apegados ao conceito de lealdade, que são sexistas e retrógrados, e têm [...] relação duvidosa com o banho".
Para a série, o agregador de resenhas Rotten Tomatoes relatou uma taxa de aprovação de 63% com base em 55 resenhas, com uma classificação média de 5,81/10. O consenso dos críticos do site diz: "Embora sua representação da França seja tré cliché [sic], Emily in Paris é uma comédia romântica fantasiosa no seu melhor, espetacularmente vestida e repleta de performances charmosas." O Metacritic deu à série uma pontuação média ponderada de 60 em 100 com base em 17 comentários, indicando "comentários mistos ou médios".

### Audiência
Na semana de 5 de outubro de 2020, Emily in Paris alcançou a lista dos dez programas de streaming mais assistidos por Nielsen. Em 3 de maio de 2021, a Netflix revelou que a série foi assistida por 58 milhões de lares no mês seguinte à sua estreia. A série permaneceu na lista dos 10 primeiros do Reino Unido por 40 dias consecutivos após seu lançamento.

### Controvérsia da premiação
A série recebeu duas indicações para o Golden Globe Awards, mas antes da cerimônia, foi relatado que 30 membros do corpo de votação haviam viajado para Paris, onde passaram duas noites no The Peninsula Paris e foram tratados com um almoço privado no Musée des Arts Forains, com a conta supostamente paga pela desenvolvedora do programa, a Paramount Network. Isso levou alguns críticos a questionar a imparcialidade do corpo de votação, como Emily in Paris é considerada um fracasso crítico, e sua nomeação foi uma surpresa. Em contraste, programas aclamados pela crítica, notadamente I May Destroy You, não foram nomeados.